# Тровішкал (Олівейра-ду-Байрру)
Тровішкал (порт. Troviscal; МФА: [tɾu.vɨʃ.ˈkaɫ]) — парафія в Португалії, у муніципалітеті Олівейра-ду-Байрру. Розташована в західній частині країни, на теренах історичної португальської провінції Бейра. Входить до складу округу Авейру. За адміністративним поділом, чинним до 1976 року, терени парафії були складовою провінції Берегова Бейра. Належить до Авейрівської діоцезії Католицької церкви. Патрон — святий Варфоломій. Площа — 11,5101 км². Населення — 2371 ос. (2011). Середньо урбанізований регіон. Густота населення — 205,99 осіб/км²
. Код — 011406.

## Населення
| Кількість мешканців | Кількість мешканців | Кількість мешканців | Кількість мешканців | Кількість мешканців | Кількість мешканців | Кількість мешканців | Кількість мешканців | Кількість мешканців | Кількість мешканців | Кількість мешканців | Кількість мешканців | Кількість мешканців | Кількість мешканців | Кількість мешканців |
| ------------------- | ------------------- | ------------------- | ------------------- | ------------------- | ------------------- | ------------------- | ------------------- | ------------------- | ------------------- | ------------------- | ------------------- | ------------------- | ------------------- | ------------------- |
| 1864                | 1878                | 1890                | 1900                | 1911                | 1920                | 1930                | 1940                | 1950                | 1960                | 1970                | 1981                | 1991                | 2001                | 2011                |
| 1.038               | 1.107               | 1.224               | 1.262               | 1.444               | 1.617               | 2.013               | 2.219               | 2.527               | 2.404               | 1.820               | 2.173               | 2.358               | 2.363               | 2.371               |